# Synagoge Brilon
Die Synagoge Brilon war ein jüdisches Versammlungs- und Gotteshaus für Gebet, Schriftstudium und Unterweisung in Brilon im Hochsauerlandkreis (Nordrhein-Westfalen).

## Geschichte und Architektur

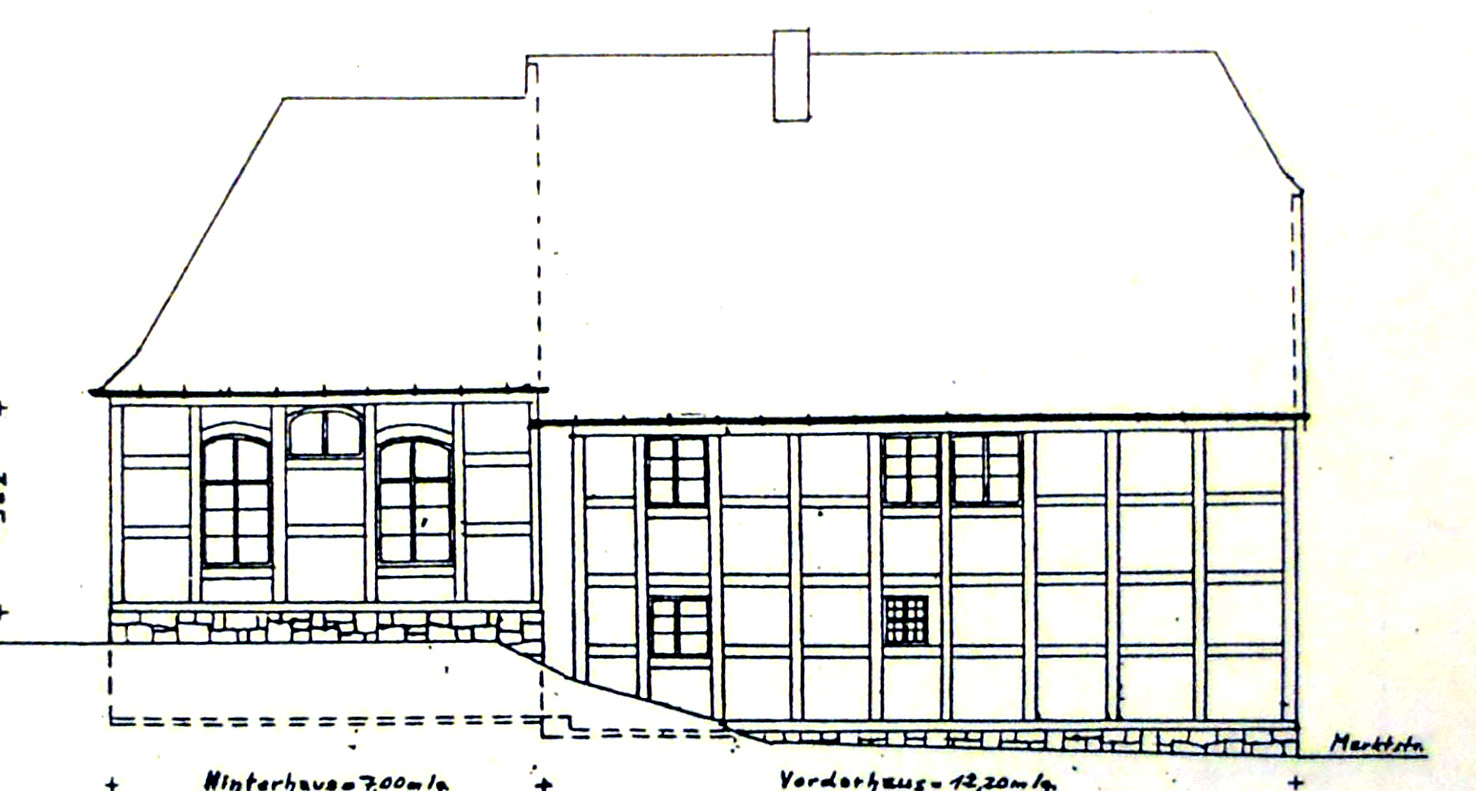
Synagoge von 1910 bis 1929

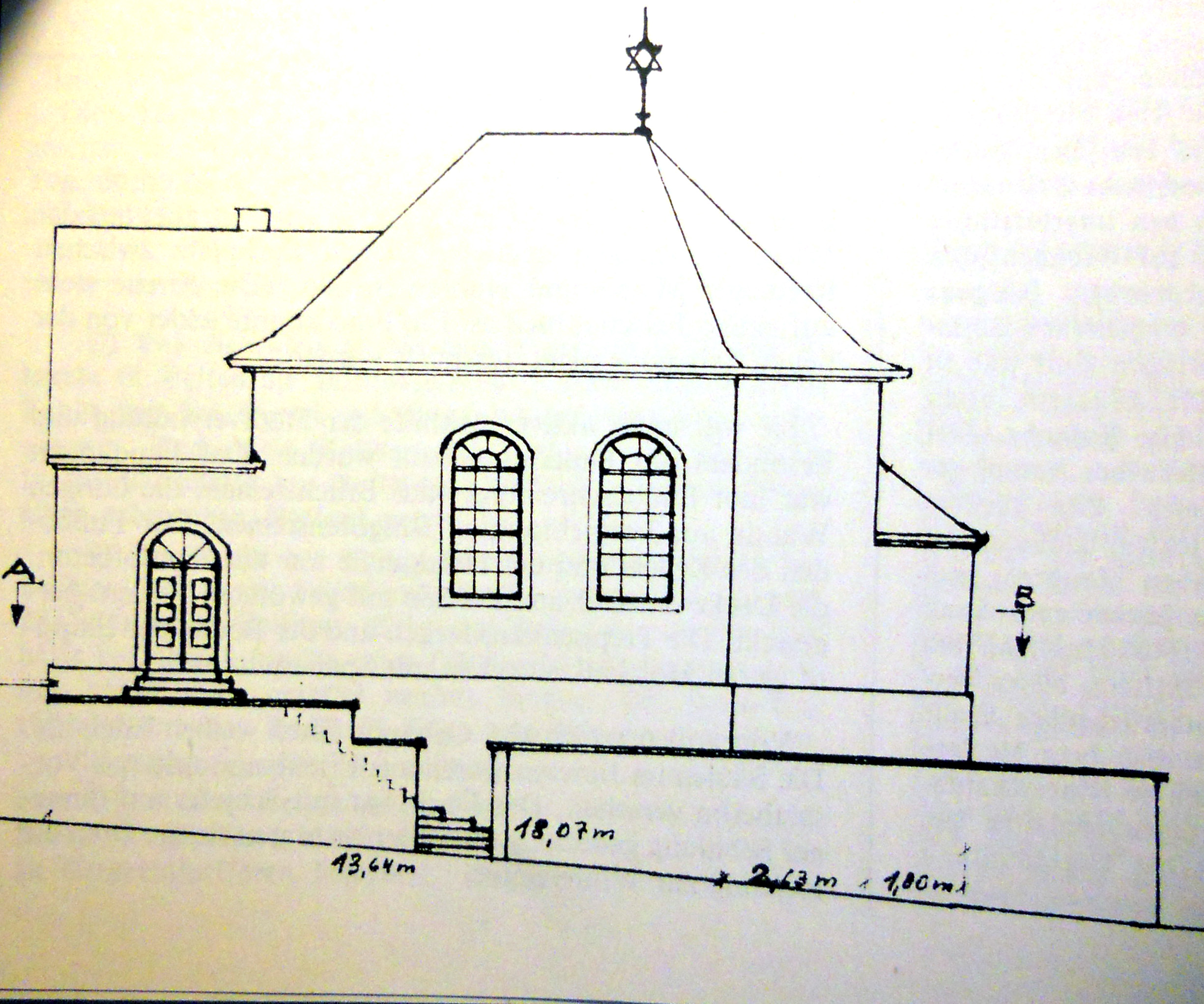
Synagoge

Als Vorgänger diente von 1910 bis 1929,  bis zum Bau der neuen Synagoge, ein Fachwerkanbau des Hauses in der Marktstraße 16 als Versammlungsraum. Der Zustand wurde mittlerweile durch zwei grundlegende Umbauten verändert.
Die neue Synagoge stand leicht erhöht zwischen Kreuziger Mauer und Hubertusstraße. Sie wurde unter aktiver Mithilfe des Bauamtes und der Stadtverwaltung errichtet. Der Bauplatz wurde der jüdischen Gemeinde von der Stadt geschenkt. Das Fundament wurde laut Baubeschreibung aus Bruchsteinen hergestellt, für die übrigen Wände fanden Ringofensteine Verwendung. Der Fußboden des Kellers und die Heizkanäle waren aus Stampfbeton. Die Decke darüber wurde aus T-Eisen mit gewölbten Feldern gebaut. Der Boden der Empore und die Treppenhausdecken waren Holzbalkendecken mit Spalierputz. Die Außenwände waren mit weißem Edelputz verputzt. Im Inneren wurden die Längswände durch vier Rundbogenfenster gegliedert, die sich paarweise gegenüberstanden. Die Säulen im Inneren wurden aus Eisenbeton gegossen. Das Dach wurde auf einer Tannenholzschalung mit Schiefer gedeckt. Sehr große, im Keller befindliche Öfen beheizten das Gebäude. Die massive Eingangstür aus Eiche war von innen mit Samt beschlagen, sie war über eine Podesttreppe mit 18 Stufen erreichbar. Die Innenwände waren glatt geputzt. Im Anbau mit zwei Fenstern zur Kreuziger Mauer war der Schulraum für die jüdischen Kinder untergebracht, der Hauptraum war durch eine Verbindungstür erreichbar. In diesem Schulzimmer wurden die Kinder bis zum vollendeten 13. Lebensjahr in jüdischer Religion unterwiesen. Ein Gottesdienst durfte nur in Anwesenheit von mindestens zehn erwachsenen Männern (Minjan) stattfinden. Männer und Jungen versammelten sich im Erdgeschoss, Frauen und Mädchen auf der 30 m² großen Empore. Eingeweiht wurde die Synagoge am 10. Mai 1931.

## Ausstattung
Die Thora wurde im Aron ha-Qodesch aufbewahrt, der befand sich in der halbkreisförmigen und von einer Halbkuppel überwölbten Apsis auf der Estrade.

## Ursprüngliche Planung

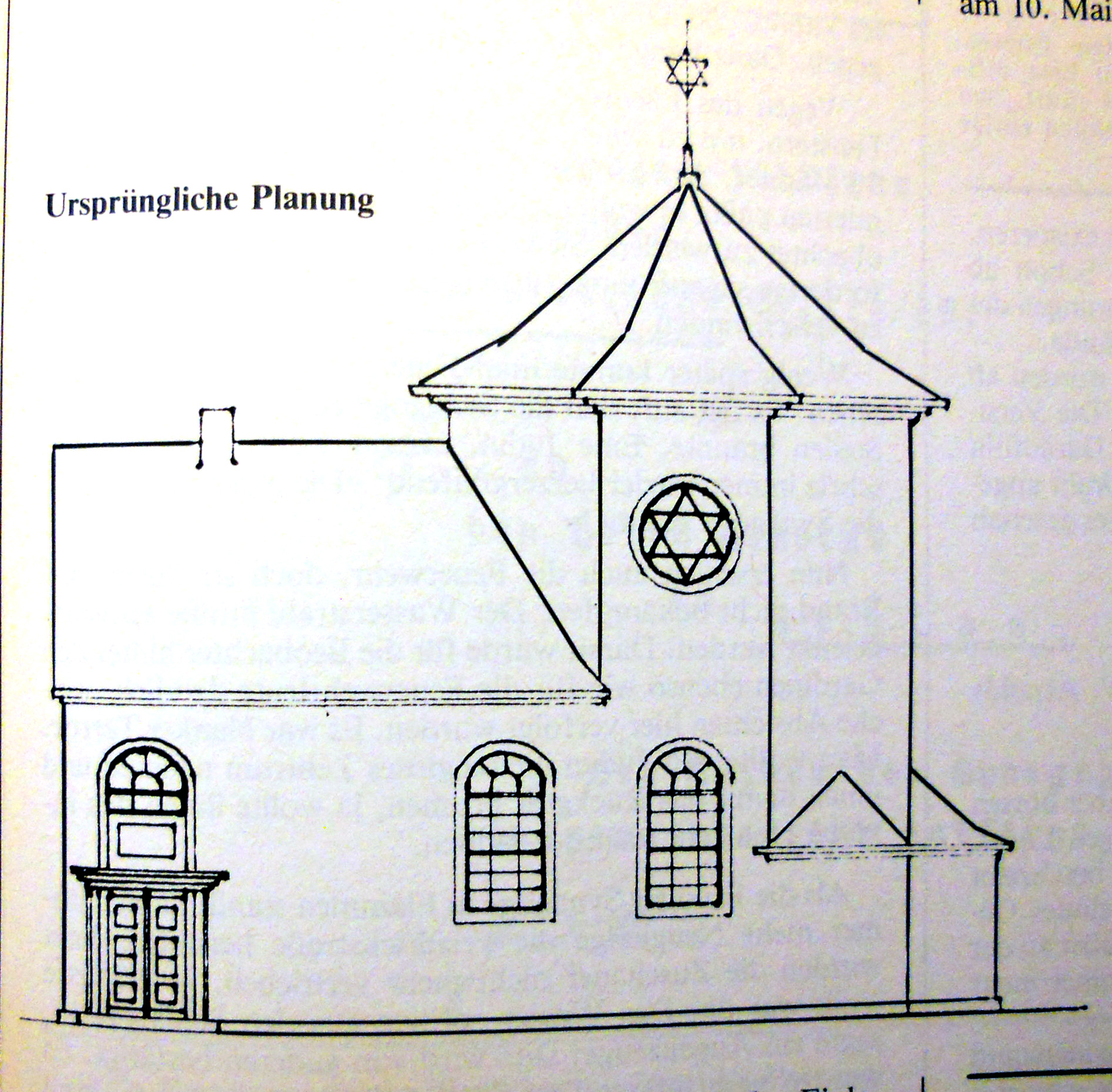
Ursprüngliche Planung

Ursprünglich war der Bau größer geplant. Der baupolizeilich geprüfte Entwurf vom 15. April 1920 sah einen oktogonalen Turm von 15,8 m Höhe vor; die Estrade sollte in drei Apsiden enden. Vermutlich aus finanziellen Gründen fiel die Ausführung bescheidener aus. Es wurde auf gleicher Grundfläche, allerdings unter Verzicht auf zwei Apsiden, gebaut. Statt des Turmes wurde das Gebäude mit einem Walmdach, mit einer Firsthöhe von 11,1 m versehen. Der Anbau mit abschließendem Satteldach wurde von 11 m auf 9 m reduziert. Auf die zur Erhellung der Estrade geplanten zwei Apsiden-Fenster wurde verzichtet. Da der Turm nicht gebaut wurde, kamen auch die beiden kreisrunden Fenster, mit einem Durchmesser von 1,8 m und geschmückt mit einem Davidstern, nicht zur Ausführung.

## Erste Übergriffe
Ab 1937 und besonders 1938 wurde der Gottesdienst gestört und das Gebäude beschädigt. Die Synagogenfenster wurden ab und an von wohl aufgehetzten Kindern eingeworfen; die Versicherungen waren kurz davor, die Leistungen zu verweigern. Einige Monate vor der Pogromnacht wurden große Rahmen mit engem, verzinktem Draht angebracht, um das Durchdringen der Steine zu verhindern.

## Pogrom 1938 und Folgen
In der Reichspogromnacht vom 9. auf den 10. November 1938 wurden die Anwohner um die Synagoge von Lärm geweckt. Männer versuchten die Eichentür aufzubrechen, was zuerst misslang. Es wurde schweres Eisengerät herbeigeschafft, und die Tür wurde gewaltsam geöffnet. Eine andere Gruppe der Einbrecher verschaffte sich Zugang zum Schulraum. Die Bänke wurden zertrümmert, durch den Verbindungsraum in die Synagoge geschafft und mit Benzin  übergossen. Nach Zeugenaussagen war das Benzin vorher in Kanistern von der Tankstelle am Quellenhof geholt worden. Etwa 20 bis 30 Männer, zum großen Teil in SA-Uniform, zertrümmerten Scheiben und Lampen. Kurz darauf brannte das Gebäude an mehreren Stellen. Die später erschienene Feuerwehr durfte auf Weisung den Brand nicht löschen, sondern musste den Wasserstrahl seitwärts lenken. Die Synagoge brannte bis auf die Mauern nieder, diese wurden später gesprengt. Die Kellerdecke wurde eingerissen und die Räume darunter mit Schutt verfüllt. Die Kellergewölbe sind noch vorhanden, die Fundamente liegen heute etwa einen Meter unter der Erde.
Die Synagogenreste mit Platz wurden am 11. November 1938 der Synagogengemeinde von der Stadt Brilon für 1.665 Reichsmark gekauft, Der Kaufpreis wurde nie bezahlt.
Am 13. April 1939 teilte die Stadt Brilon in einem geheimen Schreiben mit: Betr.: Ruinen der Synagogen jüdischer Kultusvereinigungen. Zur Verfügung vom 11. 4. 1939.
An den Herrn Landrat in Brilon. Die Ruinen der Synagoge der hiesigen jüdischen Kultusgemeinde sind entfernt.

### Entschädigungsantrag
Die Jewish Trust Corporation Germany stellte für die jüdische Gemeinde in Brilon einen Entschädigungsantrag, die Stadt Brilon antwortete wie folgt:
Betr.: Wiedergutmachung nach dem Bundesgesetz zur Entschädigung für Opfer der nationalsozialistischen Verfolgung (Bundesentschädigungs -BEG) vom 29. 06. 1956; hier: Entschädigungsantrag für die jüdische Gemeinde in Brilon.
Vorg.: Verfügung vom 26. 11. 1957 - II/062-20 Nr. 369 -
Auf die obige Verfügung wird wie folgt berichtet:
1) Als Eigentümer der Synagoge in Brilon war die Synagogengemeinde Brilon eingetragen
2) Das Grundstück wurde im Jahre 1930 der Synagogengemeinde Brilon von der Stadt Brilon zum Bau einer Synagoge geschenkt. Nach dem Abbrennen der Synagoge am 8.11.1938 haben die gesetzlichen Vertreter der Synagogengemeinde Brilon am 11.11.1938 mit der Stadt Brilon einen Kaufvertrag abgeschlossen. Danach ist die Parzelle am 22.4.1941 in das Eigentum der Stadt übergegangen. Der im Kaufvertrag genannte Kaufpreis wurde damals nicht gezahlt. Zur endgültigen Entsperrung (Rückerstattungssache) des Grundstücks war am 4.1.1952 ein Termin vor dem Wiedergutmachungsamt beim Landgericht in Arnsberg anberaumt. Eine Abschrift der Verhandlungsniederschrift und eine Abschrift des Kaufvertrages liegen bei.
3) Der bauliche Zustand der Synagoge war gut. Das Gebäude wurde in der Nacht vom 8. zum 9.11.1938 durch Brand zerstört. Über den Hergang der Zerstörung ist hier nichts bekannt. Auch sind keine Personen bekannt, die sich an der Zerstörung beteiligt haben.
4) Über die Einrichtungsgegenstände, die sich in der Synagoge befunden haben sollen und ob davon etwas gerettet worden ist, kann ebenfalls nicht gesagt werden.
Dieser Beschluss erging, obwohl Zeitzeugen bekannt waren, die nähere Angaben machen konnten.
Durch nationalsozialistischen Terror wurde die jüdische Gemeinde ausgelöscht. In Brilon lebten 1946 nur noch zwei Juden.

## Gedenkstein

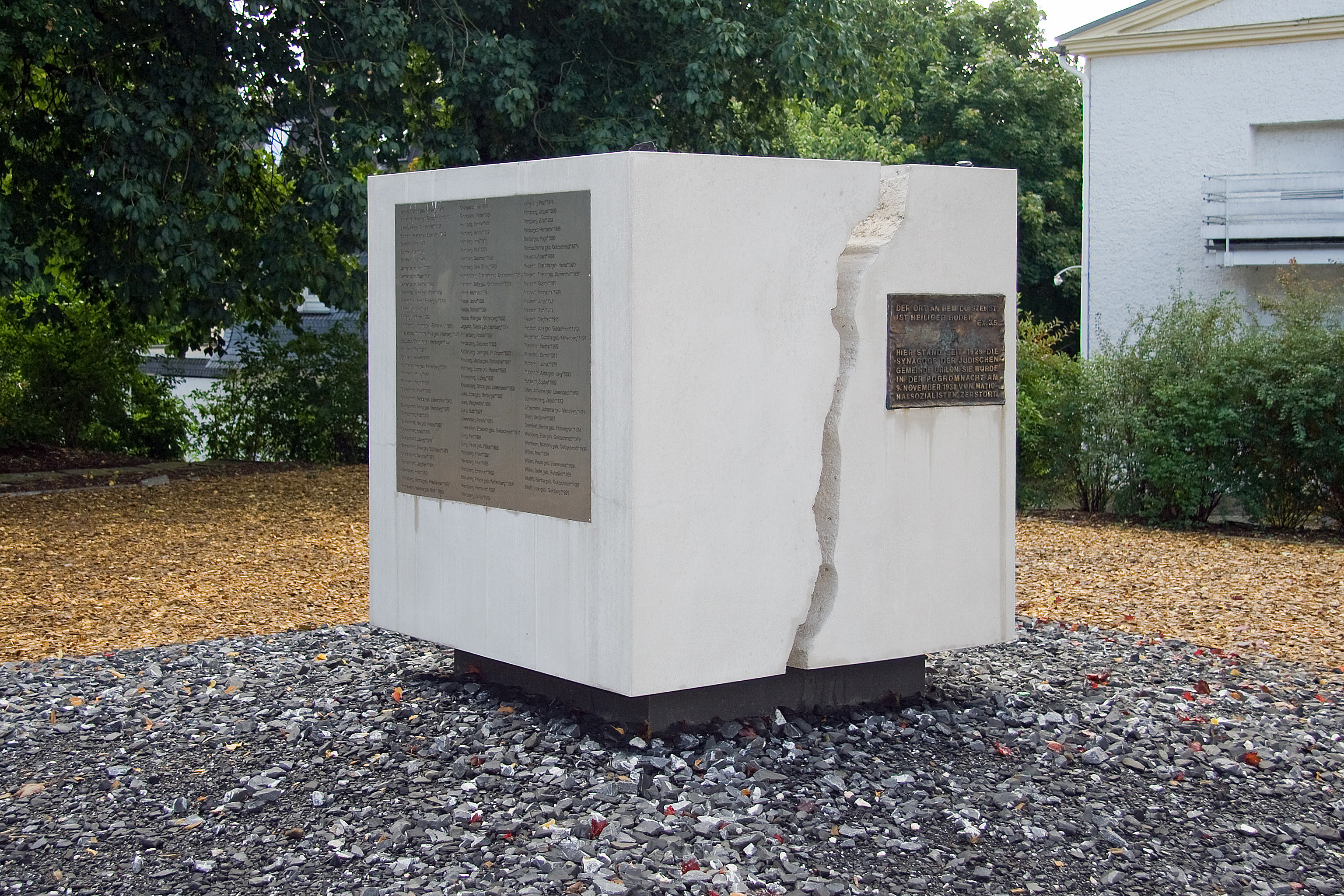
Mahnmal zur Judenverfolgung am Standort der Synagoge

Das Denkmal ist ein weißer Quader, durch dessen Mitte sich ein großer Spalt zieht. Die Bronzetafel, die sich auf dem ursprünglichen Gedenkstein befand, wurde auf dem neuen Mahnmal zur Judenverfolgung angebracht. Sie trägt die Inschrift: Der Ort auf dem Du stehst ist heiliger Boden EX 3.5. Darunter ein Davidstern, dann folgt: Hier stand seit 1929 die Synagoge der jüdischen Gemeinde Brilon. Sie wurde in der Pogromnacht am 9. November 1938 von Nationalsozialisten zerstört. Eine andere Seite trägt eine große Platte mit den Namen und den Geburtsjahren der 103 ermordeten Briloner Juden. Die Daten wurden mit einem Laserstrahl aus einer großen Edelstahlplatte herausgebrannt.  Eine dritte Platte erinnert an die Einweihung. Der zerrissene Würfel symbolisiert die Spaltung und Zerstörung der Gesellschaft.